# Exochus pleuralis
Exochus pleuralis är en stekelart som beskrevs av Cresson 1864. Exochus pleuralis ingår i släktet Exochus och familjen brokparasitsteklar. Inga underarter finns listade i Catalogue of Life.